# Mircea Pavlov
Mircea Pavlov (ur. 14 września 1937 w Saloncie) – rumuński szachista, mistrz międzynarodowy od 1977 roku.

## Kariera szachowa
W latach 60. i 70. XX wieku należał do ścisłej czołówki rumuńskich szachistów. W latach 1964 i 1965 dwukrotnie reprezentował narodowe barwy na drużynowych mistrzostwach świata studentów, w 1965, 1973 i 1977 – w drużynowych mistrzostwach Europy (w 1973 r. zdobywając brązowy medal za indywidualny wynik na VI szachownicy), w 1971, 1973 i 1976 – w drużynowych mistrzostwach krajów bałkańskich (zdobywając trzy medale: złoty [1971], srebrny [1973] i brązowy [1976]), natomiast w 1974 – jedyny raz w karierze na szachowej olimpiadzie, rozegranej w Nicei.
Wielokrotnie startował w finałach indywidualnych mistrzostw Rumunii, trzykrotnie (1962, 1980, 1984) zdobywając brązowe medale. Dwukrotnie (Halle 1963, Băile Herculane 1982) uczestniczył w turniejach strefowych (eliminacji mistrzostw świata), nie osiągając w nich sukcesów. W 1976 r. dwukrotnie odniósł sukcesy w turniejach międzynarodowych, rozegranych w Istres (dz. II-III m.) oraz Bukareszcie (dz. II m. za Thedorem Ghițescu, wspólnie z m.in. Jozsefem Pinterem, Jewgienijem Swiesznikowem i Leifem Ogaardem).
Najwyższy ranking w karierze osiągnął 1 stycznia 1981 r., z wynikiem 2415 punktów dzielił wówczas 9-10. miejsce wśród rumuńskich szachistów.